# Crowd Factory
Crowd Factory – pierwsze wydawnictwo DVD ukraińskiego zespołu Jinjer. Album został wydany jesienią 2015 pod szyldem wytwórni muzycznej The Leader Records.

## Lista utworów
Live In Sentrum
1. No Hoard Of Value
2. Cloud Factory
3. Waltz
4. Exposed As A Liar
5. Outlander
6. Until The End
7. When Two Empires Collide
8. Hypocrites And Critics
9. A Plus Or A Minus
10. Желаю-значит получу
11. Scissor
12. Who Is Gonna Be The One?
13. Bad Water

Bonus: Live From Loadfest 4.0
1. No Hoard Of Value
2. Cloud Factory
3. Желаю-значит получу
4. A Plus Or A Minus